# Pungutter

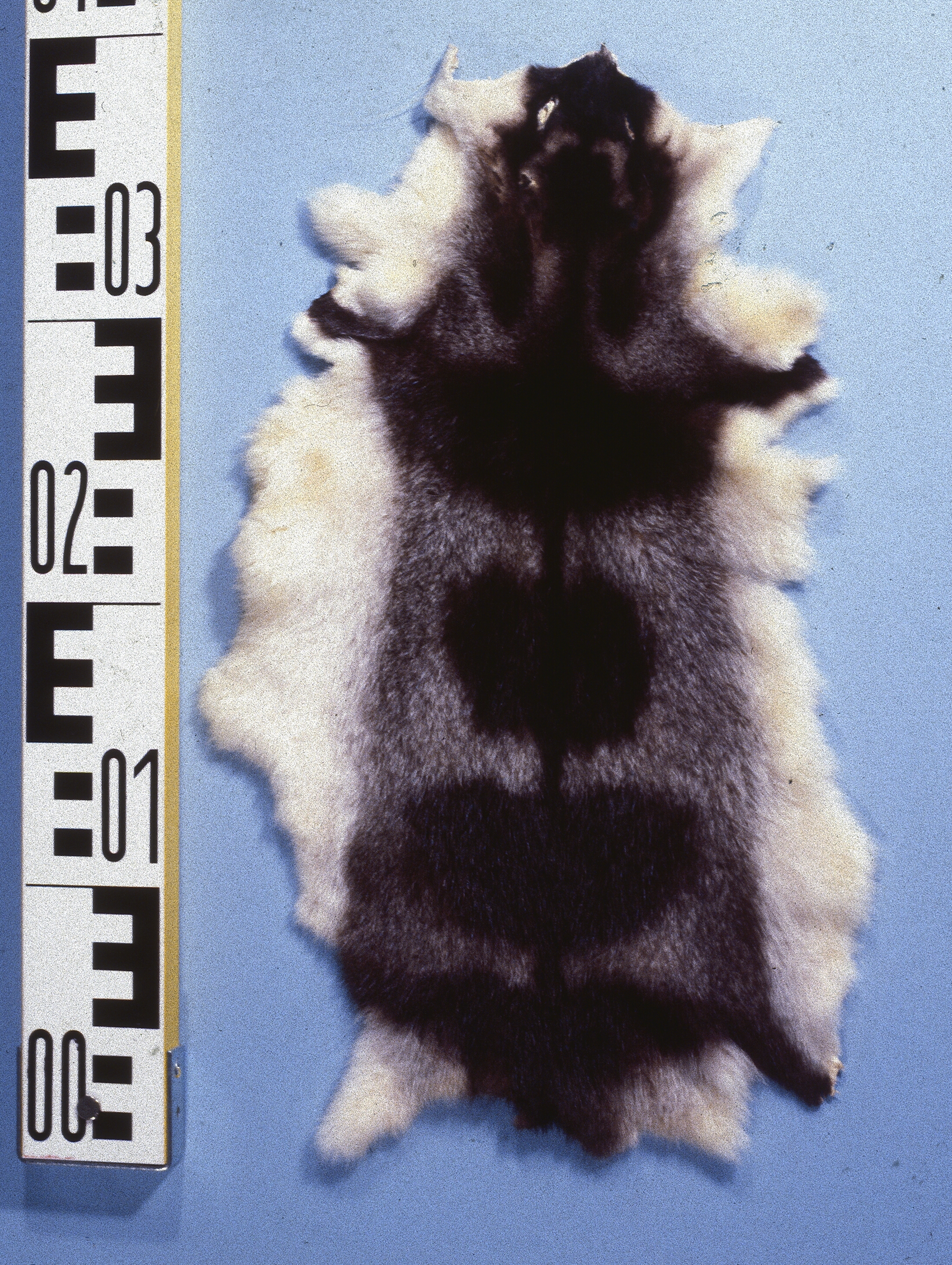
Pungutterns päls.

Pungutter eller vattenpungråtta (Chironectes minimus) är en art i familjen pungråttor och den enda arten i släktet Chironectes. Det är samtidigt den enda medlem i underklassen pungdjur som är anpassad till livet i vatten.
Det vetenskapliga namnet bildas av de grekiska orden kheir, neo och nektes med betydelse "en hand för en simmare". Minimus är latin för "den minsta".

## Utbredning och underarter
Djuret förekommer i floder och sjöar av Central- och Sydamerika. Utbredningsområdet sträcker sig från södra Mexiko till norra Argentina. Området är huvudsakligen täckt av tropisk regnskog. I bergstrakter hittas punguttern upp till 1 800 meter över havet.
Vanligen skiljs mellan fyra underarter.
- Chironectes minimus minimus (Zimmermann, 1780) är nominatformen som hittas i Franska Guyana, Colombia, Venezuela och angränsande regioner.
- Chironectes minimus argyrodytes (Dickey, 1928) finns från södra Mexiko till Honduras.
- Chironectes minimus langsdorffi (Boitard, 1845), syn. C. m. bresslaui, förekommer i Paraguay, södra Brasilien och nordöstra Argentina.
- Chironectes minimus panamensis (Goldman, 1914) lever i nordvästra Sydamerika.

## Utseende
Med sin strömlinjeformade kropp är punguttern väl anpassad till livet i vatten. Pälsen har på ovansidan ett grå-svart mönster och är vattenavvisande, mellan bakfötternas tår finns simhud. Buken och vissa andra ställen är vita. Öronen är runda och nakna. Pungen (Marsupium) finns hos bägge kön. Honans pung har sin öppning bakåt och kan tillslutas vattentätt. Hannens pung tillsluter inte lika bra. Hannen förvarar testiklarna i pungen när den simmar och springer. På så sätt minskar djurets vatten- eller luftmotstånd. Kroppslängden ligger mellan 27 och 40 centimeter och därtill kommer en 31 till 43 centimeter lång svans. Vikten varierar vanligen mellan 600 och 800 gram. Svansen bär bara vid roten hår och har en gulaktig spets.

## Ekologi
Som hos de flesta pungdjuren lever varje individ ensam men det finns inga särskilda aktivitetstider. Punguttern lever i underjordiska bon som har ingången tätt över vattenytan. Under dagen vilar den i ett annat bo av gräs och blad på marken. De klättrar sällan i träd men har särskilt bra förmåga att simma och dyka. De använder sina bakre extremiteter som paddel och försöker med framfötterna få tag i byten.

### Föda
Djuret är främst köttätare som livnär sig av kräftdjur, musslor, groddjur och fiskar. Ibland äter den även vattenväxter och frukter.
De jagar vanligen längs ett flodavsnitt som är ungefär 850 till 3500 meter lång och hannens avsnitt är cirka fyra gångar längre än honans.

### Fortplantning
På grund av honans vatten- och lufttäta pung kan ungarna överleva flera minuter när honan dyker. Per kull föds vanligen två till fem ungdjur. Unga punguttrar växer mycket fort. Redan efter 40 dagar är de så stora att fötterna hänger ur pungen medan huvudet är fäst vid spenarna. Ungefär en vecka senare lossnar de från spenarna men honan diar ytterligare en tid. Efter cirka 1,5 till 2 månader är ungarna självständiga. Om fadern är delaktig i ungarnas uppfostring är inte känt.
Punguttern dödas ibland av rovfåglar och större kattdjur. Livslängden i fångenskap går upp till maximalt tre år men i naturen blir de vanligen två år gamla.

## Hot
Punguttrar räknas som sällsynta men det beror troligen på deras vistelse i avlägsna områden. De hotas av skogsavverkningar samt av gifter som hamnar i vattendrag. Arten jagas även för pälsens skull. IUCN uppskattar ett större bestånd och listar arten på grund av det stora utbredningsområdet och då den förekommer i flera skyddsområden som livskraftig (LC).